# Multitap

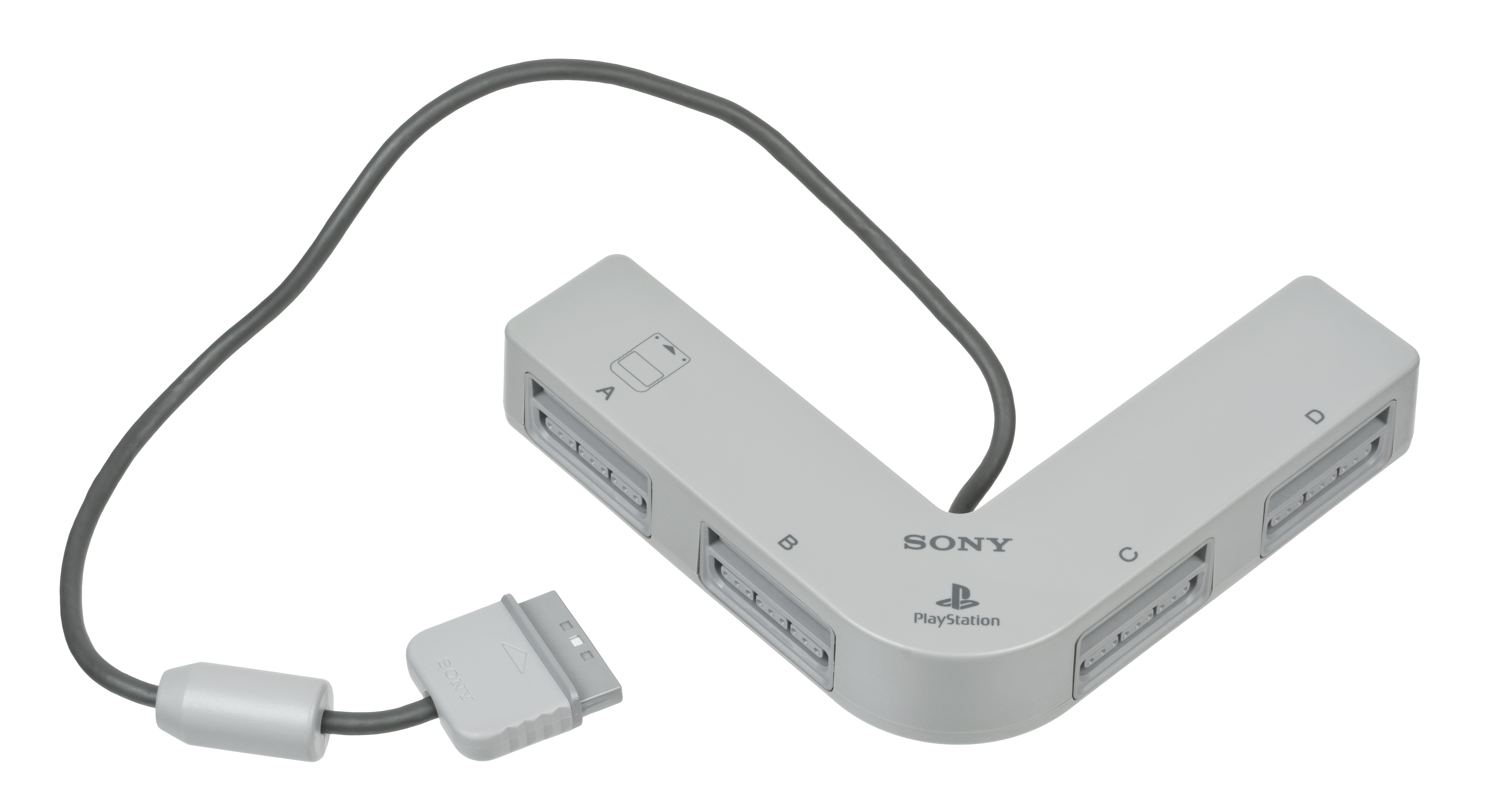
En multitap för Playstation.

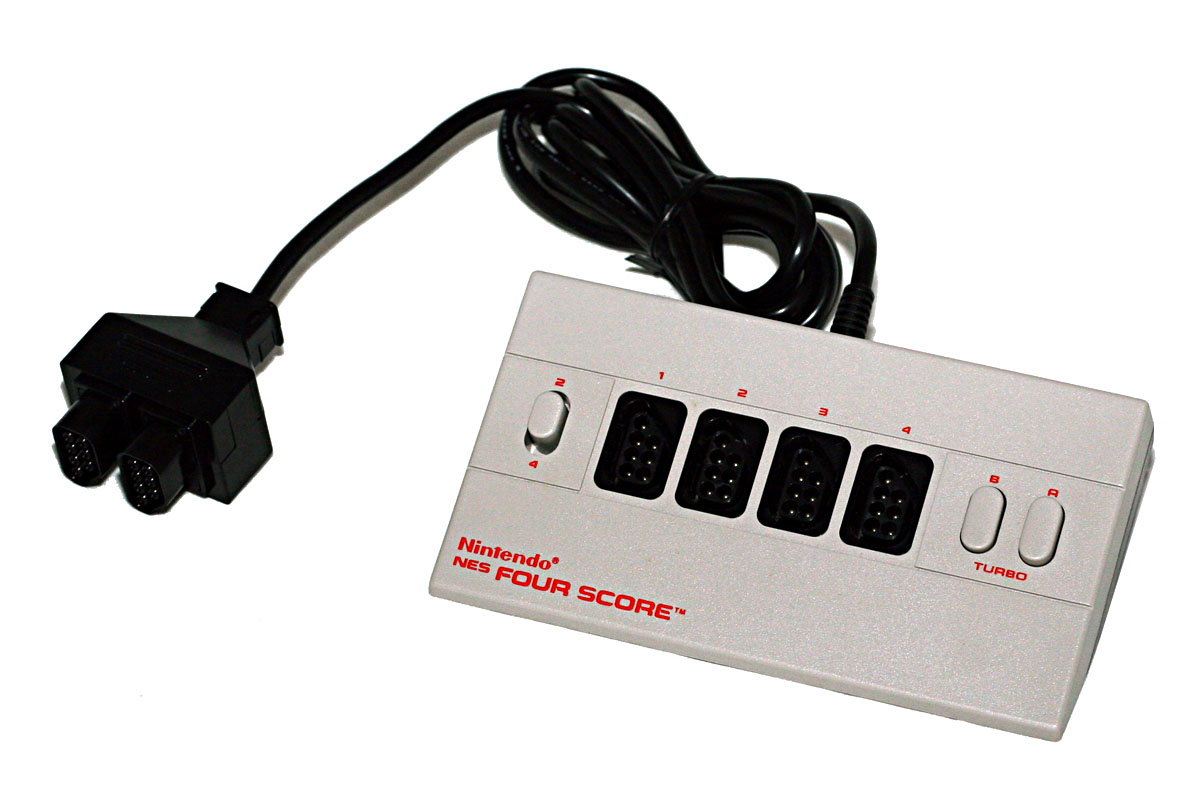
En NES Four Score.

Multitap (eller flerspelar-adapter) kallas tillbehör till TV-spel som är avsedda att göra det möjligt för flera spelare att spela samtidigt på samma konsol. Det finns flera olika versioner till flera olika konsoler. En multitap används främst till konsoler som endast har två portar för handkontroller som till exempel Playstation. I och med att det blir vanligare med fler portar och trådlösa handkontroller på nya konsoler blir nyttan med en multitap alltmer begränsad.

## Konsoler med två portar
- Atari 2600
- Nintendo Entertainment System
- Playstation
- Playstation 2
- Sega Master System
- Sega Mega Drive
- Super Nintendo Entertainment System

## Konsoler med fyra portar
- Nintendo 64
- Nintendo Gamecube
- Sega Dreamcast
- Xbox

## Konsoler med trådlösa handkontroller som standard
- Nintendo Wii
- Playstation 3
- Xbox 360 (ej Core-versionen)